# العلاقات الموزمبيقية الهندوراسية
العلاقات الموزمبيقية الهندوراسية هي العلاقات الثنائية التي تجمع بين موزمبيق وهندوراس.

## مقارنة بين البلدين
هذه مقارنة عامة ومرجعية للدولتين:
| وجه المقارنة                                              | موزمبيق          | هندوراس          |
| --------------------------------------------------------- | ---------------- | ---------------- |
| المساحة (كم2)                                             | 801.59 ألف       | 112.49 ألف       |
| عدد السكان (نسمة)                                         | 29.67 مليون      | 9.27 مليون       |
| الكثافة السكانية (ن./كم²)                                 | 37.01            | 82.41            |
| العاصمة                                                   | مابوتو           | تيغوسيغالبا      |
| اللغة الرسمية                                             | اللغة البرتغالية | اللغة الإسبانية  |
| العملة                                                    | متكال موزمبيقي   | لمبيرة هندوراسية |
| الناتج المحلي الإجمالي (بليون دولار)                      | 12.33 مليار      | 22.98 مليار      |
| الناتج المحلي الإجمالي (تعادل القوة الشرائية) بليون دولار | 33.35 مليار      | 41.14 مليار      |
| الناتج المحلي الإجمالي الاسمي للفرد دولار أمريكي          | 529              | 2.53 ألف         |
| الناتج المحلي الإجمالي للفرد دولار أمريكي                 | 1.13 ألف         | 4.91 ألف         |
| مؤشر التنمية البشرية                                      | 0.416            | 0.606            |
| رمز المكالمات الدولي                                      | +258             | +504             |
| رمز الإنترنت                                              | .mz              | .hn              |
| المنطقة الزمنية                                           | ت ع م+02:00      | 00               |

## منظمات دولية مشتركة
يشترك البلدان في عضوية مجموعة من المنظمات الدولية، منها:
| علم المنظمة | اسم المنظمة                               | تاريخ انضمام موزمبيق | تاريخ انضمام هندوراس |
| ----------- | ----------------------------------------- | -------------------- | -------------------- |
|             | الاتحاد البريدي العالمي                   | ?                    | ?                    |
|             | مؤسسة التنمية الدولية                     | 24 سبتمبر 1984       | 23 ديسمبر 1960       |
|             | منظمة حظر الأسلحة الكيميائية              | ?                    | ?                    |
|             | منظمة التجارة العالمية                    | ?                    | ?                    |
|             | الأمم المتحدة                             | 16 سبتمبر 1975       | 17 ديسمبر 1945       |
|             | وكالة ضمان الاستثمار متعدد الأطراف        | 23 نوفمبر 1994       | 30 يونيو 1992        |
|             | منظمة الشرطة الجنائية الدولية             | ?                    | ?                    |
|             | مؤسسة التمويل الدولية                     | 24 سبتمبر 1984       | 20 يوليو 1956        |
|             | الاتحاد الدولي للاتصالات                  | 4 نوفمبر 1975        | 27 أكتوبر 1925       |
|             | البنك الدولي للإنشاء والتعمير             | 24 سبتمبر 1984       | 27 ديسمبر 1945       |
|             | المركز الدولي لتسوية المنازعات الاستشارية | 7 يوليو 1995         | 16 مارس 1989         |
|             | يونسكو                                    | 11 أكتوبر 1976       | 16 ديسمبر 1947       |

## وصلات خارجية
- موقع وزارة الخارجية الموزمبيقية
- موقع وزارة الخارجية الهندوراسية